# Indywidualne Mistrzostwa Świata w Long Tracku 1990
Indywidualne Mistrzostwa Świata na długim torze 1990

## Wyniki
- 19 sierpnia 1990 r. (niedziela),  Herxheim bei Landau/Pfalz

| Msc. | Zawodnik                | Kraj            | Pkt |  |  |
| ---- | ----------------------- | --------------- | --- |  |  |
| 1    | Simon Wigg              | Wielka Brytania | 37  |  |  |
| 2    | Karl Maier              | RFN             | 30  |  |  |
| 3    | Hans Otto Pingel        | RFN             | 30  |  |  |
| 4    | Marcel Gerhard          | Szwajcaria      | 28  |  |  |
| 5    | Klaus Lausch            | RFN             | 28  |  |  |
| 6    | Marvyn Cox              | Wielka Brytania | 23  |  |  |
| 7    | Erik Stenlund           | Szwecja         | 21  |  |  |
| 8    | Bořivoj Hádek           | Czechosłowacja  | 19  |  |  |
| 9    | Goerg Limbrunner        | RFN             | 15  |  |  |
| 10   | Mark Loram              | Wielka Brytania | 15  |  |  |
| 11   | Petr Vandírek           | Czechosłowacja  | 14  |  |  |
| 12   | Aleš Dryml              | Czechosłowacja  | 10  |  |  |
| 13   | Gerd Riss               | RFN             | 9   |  |  |
| 14   | Steve Schofield         | Wielka Brytania | 9   |  |  |
| 15   | Pavel Karnas            | Czechosłowacja  | 8   |  |  |
| 16   | Mario Trupkovic         | RFN             | 4   |  |  |
|      | rez. Jens Henry Nielsen | Dania           | 3   |  |  |
|      | rez. Finn Rune Jensen   | Dania           | 2   |  |  |